# Acytosiosis

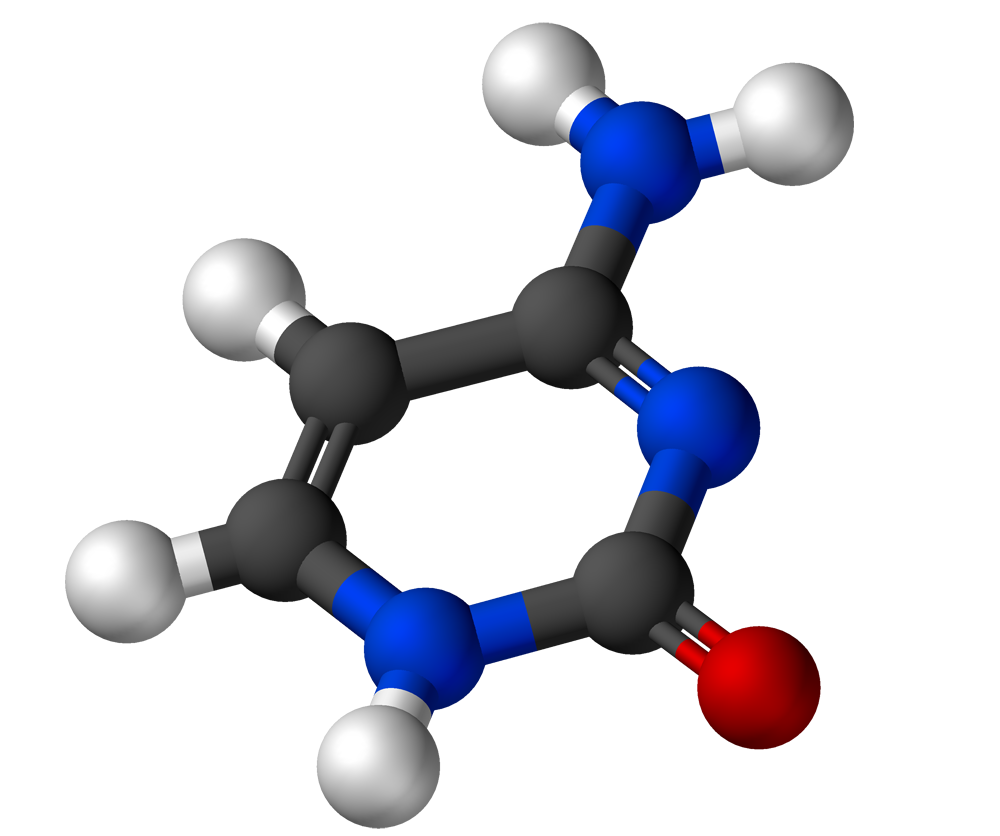
Phân tử xi-tô-zin ở dạng cấu tạo 3D.

Acytosiosis là một rối loạn di truyền ở người do cơ thể không có khả năng tổng hợp xitôzin.
Thuật ngữ acytosiosis được phát âm như: /a-xi-tô-zi-ô-xit/,
xuất phát từ sự kết hợp của 3 thành phần: a + cytosin + osis.
- Tiền tố a- nghĩa là "không", "thiếu".
- Cytosine (phát âm quốc tế: /sī′tə-sēn′/, tiếng Việt: xi-tô-zin) là một base nhóm pyrimiđin, công thức phân tử tổng quát: C4H5N3O, thuộc một trong những thành phần cơ bản của axit nuclêic, thường bắt cặp theo nguyên tắc bổ sung với guanin. Cytosine ký hiệu là C, nhưng ở Sinh học phổ thông Việt Nam ký hiệu là X cho phù hợp với cách phát âm của người Việt.[2]
- Hậu tố -iosis nghĩa là "biến loạn".

## Nguyên nhân
- Đây là một rối loạn tiền phôi do gen tổng hợp enzim α-xitôzinaza (alpha-cytosinaze) bị lỗi, mặc dù bố mẹ hoàn toàn khoẻ mạnh, bình thường.
- Rối loạn tiền phôi này dẫn đến phôi không tạo thành được lượng xitôzin đủ cho nhu cầu, nên dẫn đến sự nhân đôi hoặc phiên mã không thể xảy ra trong giai đoạn đầu của sự phát triển phôi thai sớm.
- Bởi thế, hợp tử có rối loạn này hầu như không thể qua được các giai đoạn phát triển muộn hơn, do nhiễm sắc thể không được nhân đôi mặc dù phân bào vẫn có thể diễn ra.
- Hậu quả là phôi sẽ chết rất sớm, rồi bị cơ thể mẹ tự đào thải "nhẹ nhàng" đến nỗi trong hầu hết các trường hợp, thì người mẹ thậm chí còn không biết rằng mình đã có thai.
- Người mẹ mang phôi acytosiosis không thể sinh ra con, nên Di truyền y học không gọi đây là bệnh hoặc hội chứng.[3]

## Cơ chế
- Đây là một rối loạn di truyền rất hiếm gặp do đột biến của gen tổng hợp α-xitôzinaza (gene Alpha-cytosinaze) định vị ở nhiễm sắc thể số 9.[4]
- Gen bị đột biến gây rối loạn này được xem là một đột biến lặn, tự phát không rõ nguyên nhân. Hiện chưa xác định được có liên quan tới tác động của môi trường ngoài đến bố hoặc mẹ hay không.
- Thiếu X (xitôzin), quá trình nhân đôi của DNA cũng như quá trình tổng hợp RNA không thể xảy ra lâu dài được. Mặc dù theo một số nghiên cứu, nếu X ở vị trí thứ ba trong mỗi cođon của RNA, thì nó hoàn toàn có thể thay thế bởi U (uracil) và tạo nên đột biến câm. Tuy nhiên, nếu ở vị trí khác thì gây đột biến thay thế. Ngoài ra, sự thiếu hụt X lâu dài do gen α-xitôzinaza mất hoạt tính không thể bù đắp được.

Tóm lại, acytosiosis là rối loạn di truyền vì mất khả năng tổng hợp xi-tô-zin do đột biến gen tiền phôi.